# Фенилмедь
Фенилмедь — металлоорганическое соединение, 
металла меди с формулой CuC6H5,
серо-зелёные кристаллы.

## Получение
- Действие фенилмагнийбромида на эфирный раствор иодида меди(I):

{\displaystyle {\mathsf {CuI+C_{6}H_{5}MgBr\ {\xrightarrow {}}\ CuC_{6}H_{5}+MgBrI}}}

## Физические свойства
Фенилмедь образует серо-зелёные кристаллы.
Плохо растворяется в бензоле, медленно разлагается водой.

## Химические свойства
- Разлагается при нагревании:

{\displaystyle {\mathsf {2CuC_{6}H_{5}\ {\xrightarrow {80^{o}C}}\ 2Cu+C_{6}H_{5}{\text{-}}C_{6}H_{5}}}}
- Медленно разлагается водой:

{\displaystyle {\mathsf {2CuC_{6}H_{5}+H_{2}O\ {\xrightarrow {}}\ Cu_{2}O+2C_{6}H_{6}}}}